# Johannes Methöfer

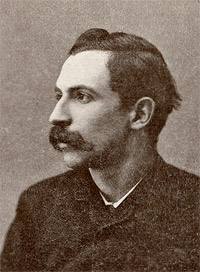
Johannes Methöfer

Johannes Methöfer, eigentlicher Name: Johannes Cornelis Hendrik Philippus Methöfer (* 17. August 1863 in Gendt; † 24. Oktober 1933 in Blaricum), war ein niederländischer Redakteur, Autor, Propagandist und Anarchist. Methöfer wird als einer der ersten Anarchisten in den Niederlanden bezeichnet.

## Leben
Nachdem Johannes Methöfer in seinem Geburtsort die „lagere school“ (Grundschule) besucht hatte, wurde er mit 15 Jahren Berufsmilitär. Im Alter von 17 Jahren musste er für ein nicht näher bekanntes „dramatisches Ereignis“ (een dramatische gebeurtenis) ins Gefängnis. In dieser Zeit verlor er, erzogen in einer streng religiösen Familie, seinen Glauben und kam unter den Einfluss des Gesellschafts- und Kulturkritiker Multatuli (1820–1887). 1885 beteiligte er sich bei der „jongeren afdeling“ (Jugendorganisation der Partei) von dem Sociaal Democratische Bond (Sozialdemokratischer Bund, SDB), bei dem ebenfalls van Bartholomeus van Ommeren und Hendrik Ebo Kaspers Mitglied waren. Aktiv war Methöfer ebenfalls bei dem Nederlandsche Bond voor Algemeen Kies- en Stemrecht
(Niederländischer Bund für allgemeines Wahlrecht). Der Anarchist B. van Ommeren war Schriftführer des Bundes. Im August 1887 arbeitete er bei der Coöperatieve Broodbakkerij (Brotbäckergenossenschaft) De Volharding in Den Haag. Diese Genossenschaft wurde gegründet für die Brotversorgung der Arbeiter, die zu dieser Zeit in Armut lebten. Bei der Coöperatieve Broodbakkerij De Volharding arbeiteten unter anderem auch B. van Ommeren, der größeren Einfluss auf Methöfer ausübte, und Frans Drion. Methöfer wurde Buchhalter von De Volharding und unternahm später den Versuch Betriebsleiter der Genossenschaft zu werden, was jedoch Fehlschlug. Im März 1921 reichte er seine Entlassung ein. In Den Haag kam er in Kontakt mit F.D. Nieuwenhuis und publizierte in der Zeitschrift Recht voor Allen. Von 1892 bis 1894 arbeitete er als Redakteur der niederländischen Zeitschrift Anarchist. Wegen Kritiken von hauptsächlich Anarchisten aus Amsterdam auf der anarchistischen Konferenz 1894 trat Methöfer als Redakteur von der Anarchist zurück. Jan Sterringa gab 1896 die Zeitschrift An-Archie heraus als Ersatz für Anarchie.
Propagandareisen führten ihn zwischen 1892 und 1894 nach Holland, Friesland und in die Provinz Groningen. Mit seiner anarchistischen Überzeugung stand Methöfer näher bei F.D. Nieuwenhuis, mit dem Unterschied, dass er die Propaganda der Tat befürwortete. Für den Syndikalismus beziehungsweise einer Zusammenarbeit von revolutionären Sozialisten und Syndikalisten in den Niederlanden, von Christiaan Cornelissen propagiert, hatte Methöfer wenig Verständnis. Gegen seine Erwartungen wurde der Socialisten Bond („Bund der Sozialisten“, SB), Vorläufer vom Sociaal Democratische Bond, nicht anarchistisch. Methöfer versuchte, zusammen mit Frans Drion, 1896 und 1899 die Zeitschrift De Anarchist wieder herauszugeben. Bei der von Frederik van Eeden gegründeten Kommune Walden in Bussum bewarb er sich Ende 1906 als Direktor und verweilte für einen Tag in der Kommune. Nach der erfolglosen Bewerbung ging er wiederum bei De Volharding arbeiten. Durch den Kontakt mit Walden lernte Methöfer die Vereeniging Gemeenschappelijk Grondbezit (wörtlich: „Vereinigung gemeinschaftlicher Grundbesitz“, GGB) kennen und engagierte sich dort als Verwalter. Der Vorsitzende der GGB, Harm Kolthek, trat nach einer sachlichen Kritik sowie einem persönlichen Konflikt mit Methöfer von seiner Stelle zurück.
Später wurde Methöfer auch Kassenführer (penningmeester) der GGB. Für ihn war die Vereeniging Gemeenschappelijk Grondbezit ein Schritt in die Richtung des Sozialismus für die Zukunft der Arbeiter. Von 1909 bis 1912 leitete er die Redaktion der Zeitschrift De Pionier. Von der Sociaal Democratische Arbeiders Partij (SDAP, die später in der PvdA aufging) war er, wie auch Pieter Adrianus Kooijman, 1912 Mitglied geworden und stellte sich für die SDAP als Kandidat für den Gemeinderat in den Den Haag zur Verfügung, wurde jedoch nicht gewählt. Von der GGB wurde Methöfer als Algemeen Ambtenaar (wörtlich: „Allgemeiner Beamter“) vorgeschlagen. Zu seinen Aufgaben gehörten Administration, Propaganda und als Wortführer der GGB aufzutreten sowie die Redaktion der Zeitschrift Vrije Arbeid (Freie Arbeit). Aus Gesundheitsgründen nahm er 1932 seinen Rücktritt bei der GGB.
Er veröffentlichte unter den Pseudonymen Alcibiades, Dixi und Tr(ompetter).
Johannes Methöfer war verheiratet mit Hendrika de Haan und Vater von zwei Kindern.

## Veröffentlichungen (Auswahl)
- De Vereeniging Gemeenschappelijk Grondbezit. Uitgever: Brochure-depot der Vereeniging Gemeenschappelijk Grondbezit, 1932
- Het Duitsche Socialisme (Den Haag 1891). Übersetzt von J. Methöfer aus der Zeitschrift Le Révolté.
- De taak der vakvereenigingen (Den Haag 1894).
- Doel, middelen en organisatie van de vereeniging Gemeenschappelijk Grondbezit (1909)
- Tien jaren arbeid van de Vereeniging Gemeenschappelijk Grondbezit (Amsterdam 1916);

## Weiterführende Literatur
- Max Nettlau (Hrsg.), Geschichte der Anarchie. In Zusammenarbeit mit dem IISG, Amsterdam. Neu herausgegeben von Heiner Becker. Bibliothek Thélème, Münster 1993, 1. Auflage, Neudruck der Ausgabe Berlin, Verlag Der Syndikalist, 1927.
  - Band 5: Anarchisten und Syndikalisten. Kapitel IX. Die holländischen sozialistischen Anfänge. Multatuli. Die kommunistischen Anarchisten. Die Christen-Anarchisten. Der Antimilitarismus in Holland und in Frankreich bis 1914.
- M. Welcker: J.C.H.Ph. Methöfer 1863–1933. In: Heren en arbeiders in de vroege Nederlandse arbeidersbeweging 1870–1914. Amsterdam 1978. S. 377 bis 454 und 612 bis 622.

## Archiv
Über die GGB und J.C.P.H. Methöfer. Das Archiv befasst die Periode wo Methöfer im Dienst der GGB war. Archiv im IISG (Amsterdam).